# Прапор Ремеля
Прапор Ремеля — офіційний символ села Ремель, Рівненського району Рівненської області, затверджений 26 листопада 2021 р. рішенням сесії Олександрійської сільської ради.
Автори — А. Гречило та Ю. Терлецький.

## Опис
Квадратне полотнище, яке складається з двох горизонтальних смуг — червоної і жовтої (співвідношення їхніх ширин рівне 1:3); на верхній червоній смузі дві жовті 8-променеві зірки, на нижній жовтій  — з червоного полум'я в основі виходить такий же Фенікс із розгорнутими крильми.

## Значення символів
Птах Фенікс означає відродження села після трагедії 1943 р., коли понад 6 сотень мешканців були вбиті польськими поліцаями та німецькими нацистами. Дві зірки є символами пам'яті та вічності.